# 艾谢尔贝格
艾谢尔贝格（德語：Aichelberg，發音：[ˈaɪçl̩bɛʁk]）是德国巴登-符腾堡州斯图加特行政区格平根县的市镇，面积4.01平方千米，2023年12月31日人口为1,315人。